# Karin aus dem Siepen
Karin aus dem Siepen (* 24. Juli 1943, geborene Karin Frackenpohl, in erster Ehe verheiratete Karin Schäfer) ist eine deutsche Badmintonspielerin. Sie ist nicht zu verwechseln mit ihrer Mülheimer Mannschaftskameradin Karin Schäfers.

## Karriere
Karin aus dem Siepen gewann 1968 ihren ersten deutschen Mannschaftsmeistertitel mit dem 1. BV Mülheim. Sechs weitere folgten bis 1977. 1971 wurde sie deutsche Meisterin im Damendoppel mit Karin Dittberner.

## Sportliche Erfolge
| Saison    | Veranstaltung                     | Disziplin   | Platz | Name |
| --------- | --------------------------------- | ----------- | ----- | --- |
| 1965/1966 | Deutsche Mannschaftsmeisterschaft | Mannschaft  | 2     | 1. BV Mülheim (Gerhard Kucki, Horst Lösche, Klaus Tetenberg, Heinrich Schäfer, Hans-Dietrich Emmers, Heinz Wossowski, Karin Dittberner, Karin Schäfer)                                     |
| 1966/1967 | Deutsche Einzelmeisterschaft      | Damendoppel | 3     | Karin Dittberner / Karin Schäfer (1. BV Mülheim) |
| 1966/1967 | Deutsche Mannschaftsmeisterschaft | Mannschaft  | 3     | 1. BV Mülheim (Gerd Kucki, Horst Lösche, Heinrich Schäfer, Heinz Wossowski, Karin Dittberner, Karin Schäfer)                                                                               |
| 1967/1968 | Deutsche Einzelmeisterschaft      | Damendoppel | 3     | Karin Dittberner / Karin Schäfer (1. BV Mülheim) |
| 1967/1968 | Deutsche Mannschaftsmeisterschaft | Mannschaft  | 1     | 1. BV Mülheim (Gerd Kucki, Horst Lösche, Heinz-Jürgen Fischer, Heinz Wossowski, Karin Dittberner, Karin Schäfer)                                                                           |
| 1968/1969 | Deutsche Mannschaftsmeisterschaft | Mannschaft  | 1     | 1. BV Mülheim (Gerd Kucki, Horst Lösche, Karl-Heinz Garbers, Heinz Wossowski, Kurt Link, Heinz-Jürgen Fischer, Karin Dittberner, Karin Schäfer)                                            |
| 1968/1969 | Deutsche Einzelmeisterschaft      | Dameneinzel | 2     | Karin aus dem Siepen (1. BV Mülheim) |
| 1968/1969 | Deutsche Einzelmeisterschaft      | Damendoppel | 2     | Karin Dittberner / Karin aus dem Siepen (1. BV Mülheim) |
| 1969/1970 | Deutsche Mannschaftsmeisterschaft | Mannschaft  | 1     | 1. BV Mülheim (Gerd Kucki, Horst Lösche, Karl-Heinz Garbers, Heinz-Jürgen Fischer, Karin Dittberner, Karin Schäfer)                                                                        |
| 1970/1971 | Deutsche Einzelmeisterschaft      | Damendoppel | 1     | Karin Dittberner / Karin aus dem Siepen (1. BV Mülheim) |
| 1970/1971 | Deutsche Mannschaftsmeisterschaft | Mannschaft  | 1     | 1. BV Mülheim (Gerd Kucki, Horst Lösche, Karl-Heinz Garbers, Kurt Link, Karin Dittberner, Karin aus dem Siepen)                                                                            |
| 1971/1972 | Deutsche Mannschaftsmeisterschaft | Mannschaft  | 1     | 1. BV Mülheim (Gerd Kucki, Horst Lösche, Karl-Heinz Garbers, Kurt Link, Werner Oberem, Walter Köhler, Karin Kucki, Karin aus dem Siepen, Antonie Schwabe, Karin Schäfers, Gabriele Lösche) |
| 1972/1973 | Deutsche Mannschaftsmeisterschaft | Mannschaft  | 1     | 1. BV Mülheim (Gerd Kucki, Horst Lösche, Karl-Heinz Garbers, Kurt Link, Walter Köhler, Karin Kucki, Karin aus dem Siepen, Antonie Schwabe, Karin Schäfers)                                 |
| 1974/1975 | Deutsche Mannschaftsmeisterschaft | Mannschaft  | 1     | 1. BV Mülheim (Gerd Kucki, Horst Lösche, Karl-Heinz Garbers, Kurt Link, Karin Kucki, Karin aus dem Siepen, Antonie Schwabe, Karin Schäfers)                                                |
| 1976/1977 | Deutsche Mannschaftsmeisterschaft | Mannschaft  | 1     | 1. BV Mülheim (Gerd Kucki, Michael Schnaase, Horst Lösche, Karl-Heinz Garbers, Kurt Link, Karin Kucki, Marie-Luise Schulta, Antonie Schwabe, Karin aus dem Siepen)                         |
| 1980/1981 | Deutsche Einzelmeisterschaft      | Mixed       | 3     | Rolf Heyer / Karin aus dem Siepen (OSC Rheinhausen) |